# Patrick Reid

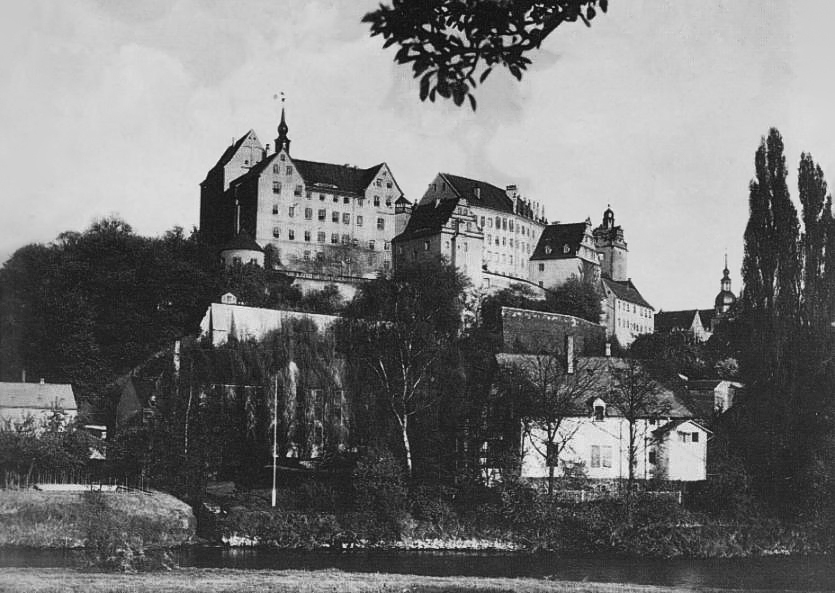
Slot Colditz (gevangenis) (1945)

Patrick R. Reid (Ranchi (Brits-Indië), 13 november 1910 – Bristol (Verenigd Koninkrijk), 22 mei 1990) was majoor in het Britse leger en schrijver van non-fictie en historische literatuur.
Van november 1940 tot zijn ontsnapping op 14 oktober 1942 werd hij op het kasteel Colditz, in de buurt van Leipzig en Dresden, gevangen gehouden. Het lukte hem daarna om, tezamen met Flight Lieutenant Howard D. Wardle (Hank, voor vrienden), Major Ronald B. Littledale en Lieutenant Commander William E. Stephens, te ontsnappen. Om dit te bereiken slopen ze achter de gevangenenkeukens en boven op het dak van de Duitse keuken, door het streng bewaakte en met zoeklichten uitgeruste Duitse kampdeel, om via een luchtschacht in de kelder van de 'Kommandatur'- naar een lager gelegen, droge kasteelgracht te glijden, zodat ze vervolgens door het nabijgelegen park konden ontvluchten. Daarna gingen ze er getweeën vandoor. Reid en Wardle bereikten Zwitserland na vier dagen, Littledale en Stephens deden er vijf dagen over. Patrick “Pat” Reid zou echter pas na de oorlog terugkeren naar Engeland. Zijn geschiedenis als ‘ontsnappingsofficier’ in 'Escape Academy' Colditz werd gepubliceerd in zijn oorlogsmemoires Colditz: The Colditz Story (1952) en het vervolg Latter Days at Colditz (1953). Deze boeken vormden ook de basis voor de Britse speelfilm The Colditz Story (1955) en de latere, succesvolle BBC-televisieserie uit 1972/1974, waarin zijn rol gespeeld werd door Edward Hardwicke als Captain Pat Grant.
- Bibsys: 90968192
- Bibliothèque nationale de France: cb12634318z (data)
- Gemeinsame Normdatei: 1024825027
- International Standard Name Identifier: 0000 0001 1066 4212
- Library of Congress Control Number: n85208083
- Nationale Bibliotheek van Tsjechië: pna20241239063
- Nationale Bibliotheek van Israël: 987007275381005171
- Nederlandse Thesaurus van Auteursnamen: 07189215X
- Système universitaire de documentation: 192148443
- Trove: 955943
- Virtual International Authority File: 62561360
- WorldCat: E39PBJrCcpCpMm7fwDTM89RdwC